# Copa dos Campeões Europeus da FIBA de 1980–81
A Copa dos Campeões Europeus da FIBA de 1980-81 foi a 24ª edição da principal competição europeia de clubes profissionais da Europa conhecida hoje como Euroliga. A final foi sediada no Hall Rhénus em Estrasburgo na França em 26 de março de 1981. Na ocasião o Maccabi Elite Tel Aviv conquistou seu segundo título europeu vencendo na final a equipe do Sinudyne Bologna por 80–79. 

## Temporada regular
|  | As equipes campeãs em seus grupos avançam para o grupo semifinal |

|    | Equipe      | J | Pts | V | D | PF  | PA  | PD   |
| -- | ----------- | - | --- | - | - | --- | --- | ---- |
| 1. | Real Madrid | 6 | 12  | 6 | 0 | 682 | 452 | +230 |
| 2. | Viganello   | 6 | 9   | 3 | 3 | 545 | 561 | -16  |
| 3. | Al-Zamalek  | 6 | 8   | 2 | 4 | 463 | 618 | -155 |
| 4. | FC Porto    | 6 | 7   | 1 | 5 | 483 | 542 | -59  |

|    | Equipe                  | J | Pts | V | D | PF  | PA  | PD  |
| -- | ----------------------- | - | --- | - | - | --- | --- | --- |
| 1. | Maccabi Elite Tel Aviv  | 6 | 10  | 4 | 2 | 531 | 471 | +60 |
| 2. | ASPO Tours              | 6 | 9   | 3 | 3 | 528 | 522 | +6  |
| 3. | Panathinaikos           | 6 | 9   | 3 | 3 | 519 | 543 | -24 |
| 4. | Sutton & Crystal Palace | 6 | 8   | 2 | 4 | 524 | 566 | -42 |

|    | Equipe     | J | Pts | V | D | PF  | PA  | PD   |
| -- | ---------- | - | --- | - | - | --- | --- | ---- |
| 1. | Bosna      | 6 | 11  | 5 | 1 | 614 | 475 | +139 |
| 2. | Honvéd     | 6 | 10  | 4 | 2 | 587 | 517 | +70  |
| 3. | UBSC Wien  | 6 | 9   | 3 | 3 | 558 | 501 | +57  |
| 4. | Stevnsgade | 6 | 6   | 0 | 6 | 382 | 648 | -266 |

|    | Equipe           | J | Pts | V | D | PF  | PA  | PD   |
| -- | ---------------- | - | --- | - | - | --- | --- | ---- |
| 1. | Sinudyne Bologna | 6 | 12  | 6 | 0 | 594 | 461 | +133 |
| 2. | CSKA Sofia       | 6 | 8   | 2 | 4 | 525 | 538 | -13  |
| 3. | Eczacıbaşı       | 6 | 8   | 2 | 4 | 493 | 533 | -40  |
| 4. | Partizani Tirana | 6 | 8   | 2 | 4 | 499 | 579 | -80  |

|    | Equipe           | J | Pts | V | D | PF  | PA  | PD   |
| -- | ---------------- | - | --- | - | - | --- | --- | ---- |
| 1. | Nashua EBBC      | 6 | 11  | 5 | 1 | 574 | 466 | +108 |
| 2. | Murray Edinburgh | 6 | 10  | 4 | 2 | 467 | 478 | -11  |
| 3. | Inter Slovnaft   | 6 | 9   | 3 | 3 | 504 | 524 | -20  |
| 4. | Hageby           | 6 | 6   | 0 | 6 | 491 | 568 | -77  |

|    | Equipe        | J | Pts | V | D | PF  | PA  | PD   |
| -- | ------------- | - | --- | - | - | --- | --- | ---- |
| 1. | CSKA Moscou   | 6 | 12  | 6 | 0 | 554 | 442 | +112 |
| 2. | Maes Pils     | 6 | 9   | 3 | 3 | 472 | 509 | -37  |
| 3. | Śląsk Wrocław | 6 | 8   | 2 | 4 | 542 | 557 | -15  |
| 4. | Pantterit     | 6 | 7   | 1 | 5 | 469 | 529 | -60  |

## Grupo semifinal
|  | As duas melhores equipes avançam para a Final. |

|    | Equipe                 | J  | Pts | V | D | PF  | PA  | PD  |
| -- | ---------------------- | -- | --- | - | - | --- | --- | --- |
| 1. | Sinudyne Bologna       | 10 | 17  | 7 | 3 | 864 | 837 | +27 |
| 2. | Maccabi Elite Tel Aviv | 10 | 16  | 6 | 4 | 903 | 880 | +23 |
| 3. | Nashua EBBC            | 10 | 15  | 5 | 5 | 902 | 901 | +1  |
| 4. | Bosna                  | 10 | 14  | 4 | 6 | 926 | 946 | -20 |
| 5. | Real Madrid            | 10 | 14  | 4 | 6 | 912 | 895 | +17 |
| 6. | CSKA Moscou            | 10 | 14  | 4 | 6 | 813 | 861 | -48 |

## Final
Realizada em 26 de março no Hall Rhénus em Estrasburgo.
| Equipe 1         | Resultado | Equipe 2               |
| ---------------- | --------- | ---------------------- |
| Sinudyne Bologna | 79–80     | Maccabi Elite Tel Aviv |

| Copa dos campeões europeus de 1980–81 Campeão |
| --------------------------------------------- |
| Maccabi Elite Tel Aviv 2º Título              |